# Schisandra chinensis
Schisandra chinensis е многогодишно растение, типично за Китай, части от Русия и Корейския полуостров. Цъфти през април и май.
Растението е използвано в традиционната китайска медицина заради своите лечебни свойства. Богато е на витамини, съдържа също така желязо, манган, цинк и фосфор. Смята се, че плодовете му имат всички пет вкуса.

## Галерия
- Цвят
- Плодове
- Илюстрация във Flore des serres et des jardins de l'Europe